# Епархия Луаня

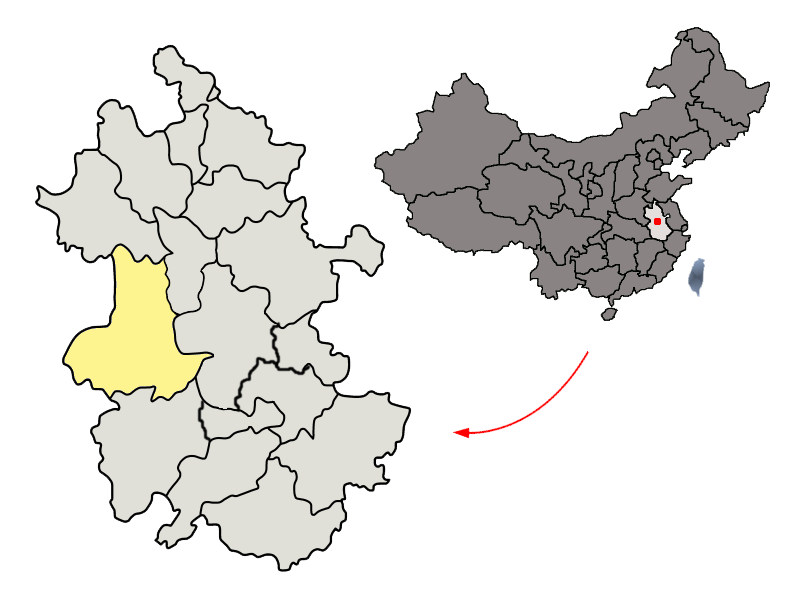
Префектура Луаня на карте Китая

Епархия Луаня (лат. Dioecesis Lunganensis) — епархия Римско-Католической церкви c центром в городе Луань, Китай. Епархия Луаня входит в митрополию Тайюаня.

## История
15 октября 1696 года Римский папа Иннокентий XII издал бреве E sublimi Sedis, которым учредил апостольский викариат Шаньси, выделив его из епархии Пекина (сегодня — Архиепархия Пекина).
В 1712 году апостольский викариат Шаньси был упразднён и его территория была присоединена к апостольскому викариату Шэньси и Шаньси (сегодня — Епархия Яньаня).
2 марта 1844 года апостольский викарит Шаньси был восстановлен. 17 июля 1890 года апостольский викариат Шаньси был разделён на два новых апостольских викариата: Северного и Южного Шаньси.
3 декабря 1924 года апостольский викариат был переименован в апостольский викариат Луаньфу. В 1932 и 1936 года апостольский викариат Луаньфу передал часть своей территории апостольским префектурам Хундуна (сегодня — Епархия Хундуна) и Синьцзяна.
11 апреля 1946 года Римский папа Пий XII издал буллу Quotidie Nos, которой возвёл апостольский викариат Южного Шаньси в епархию Луаня.

## Ординарии епархии
- епископ Базилио Бролло (25.10.1696 — 16.11.1704);
- епископ Антонио Ладжи (2.09.1715 — 5.07.1727);
- епископ Франческо Сарачени (5.07.1727 — 1.12.1742);
- епископ Эудженио Пилоти (7.12.1742 — 20.12.1756);
- епископ Жан-Антуан Бушер (20.12.1756 — 1760);
- епископ Франческо Маньи (25.01.1763 — 1777);
- епископ Нптаниэль Бюргер (11.01.1777 — 20.07.1778);
- епископ Антонио Мария Саккони (7.10.1778 — 5.02.1785);
- епископ Мариано Заралли (3.04.1787 — 16.04.1790);
- епископ Крешенцио Кавалли (1791 — 24.12.1791);
- епископ Джованни Баттиста ди Манделло (17.02.1792 — 23.06.1804);
- епископ Антонио Луиджи Ланди (7.11.1804 — 26.10.1811);
- епископ Джиаккино Доменико Салветти (21.02.1815 — 21.09.1843);
- епископ Габриэле Гриольо (2.03.1844 — декабрь 1869);
- епископ Луиджи Моккагатта (27.09.1870 — 6.09.1891);
- епископ Мартин Поэлл (17.06.1890 — 1.01.1891);
- епископ Альберт Одорик Тиммер (20.07.1901 — 1927);
- епископ Фортунат Антоний Спруит (22.11.1927 — 1943);
- Франсис Герард Крамер (11.04.1946 — 14.01.1998);
- Hermengild Li Yi (1998 — 24.05.2012)

## Источник
- Annuario Pontificio, Libreria Editrice Vaticana, Città del Vaticano, 2003
- Бреве E sublimi Sedis, Raffaele de Martinis, Iuris pontificii de propaganda fide. Pars prima, Tomo II, Romae 1889, стр. 158  (лат.)
- Бреве Ex debito  (итал.)
- Булла Quotidie Nos, AAS 38 (1946), стр. 301  (лат.)